# Георги Михов (БКП)
Вижте пояснителната страница за други личности с името Георги Михов.
Георги Стефанов Михов е български юрист и политик от БКП.

## Биография
Роден е през 1905 г. в Горна Оряховица, Княжество България в семейство на средни търговци. Завършва право в Софийския университет „Св. Климент Охридски“. Член е на РП (к.) от 1931 г. Работи като плетач в плетачната работилница в Горна Оряховица. Между 1935 и 1937 г. е съдебен кандидат и областен съдия във Велико Търново, а през 1939 г. – адвокат в родния му град.
Отказва да излезе в нелегалност и е изпратен в концлагер за седем месеца. След 9 септември 1944 г. става член на БРП (к.), управител на околийския ѝ комитет, помощник областен директор в Плевен и съветник при плановия отдел в Министерството на търговията и продоволствието.